# Dornier Do 27
O Dornier Do 27 é um avião monomotor, asa alta, trem de aterragem convencional fixo com a capacidade de transportar seis passageiros ou o equivalente em carga.
Este aparelho foi desenvolvido a partir do Do 25, um aparelho projectado a pedido do governo espanhol. Os militares alemães gostaram do aparelho e encomendaram uma versão com um motor Continental de seis cilindros, debitando 270 CV, o Dornier Do 25 P2C.
O protótipo original do Do 27 voou em Espanha a 8 de Abril de 1955.
A CASA em colaboração com a oficina Técnica Dornier projectaram um novo modelo a que chamaram Do 27.

## Variantes
- Do 27A - versão básica;
- Do 27B - versão com duplo comando;
- C-127 - versão construída em Espanha pela CASA;
- Do 27Q-5 - versão com um trem de aterragem de maiores dimensões;
- Do 27S-1 - hidroavião com dois flutuadores;
- Do 27H-2 - versão com um motor Lycoming GSO-480-B1B6 de 340 CV

## Emprego na Força Aérea Portuguesa

Um Dornier Do 27 da Força Aérea Portuguesa, durante a Guerra do Ultramar, equipado com um dispositivo lança foguetes.

Entraram ao serviço em Dezembro de 1961. Foram adquiridas 146 aeronaves. Foram utilizados na Guerra do Ultramar, onde eram conhecidas por DO (pronunciando-se: Dê-Ó) , nas três frentes com missões de transporte de passageiros, evacuação de feridos, reconhecimento aéreo e transporte de correio.
Esporadicamente foram utilizados em missões de apoio utilizando foguetes ofensivos montados sob as asas.
Foram abatidos ao efectivo em 1979.